# Moisés Giroldi
Moisés Giroldi Vera (9 de maio de 1950 - 4 de outubro de 1989) foi um comandante militar panamenho durante o tempo da Guarda Nacional, mais tarde das Forças de Defesa do Panamá, e em 1989, chefe da Companhia Urracá. Giroldi era compadre do general Manuel Antonio Noriega, sendo reconhecido por ser um dos oficiais responsáveis pela tentativa de golpe de Estado contra Noriega em 1989. Com o fracasso do golpe, foi despojado de seu uniforme militar, humilhado e torturado após sua rendição, e posteriormente fuzilado junto com outras dez pessoas.